# اونور اوسپ استفانستوتیر
اونور اوسپ استفانستوتیر (ایسلندی: Unnur Ösp Stefánsdóttir؛ زادهٔ ۶ آوریل ۱۹۷۶) بازیگر، فیلم‌نامه‌نویس و کارگردان فیلم اهل ایسلند است. وی از سال ۲۰۰۲ میلادی تاکنون مشغول فعالیت بوده‌است.
از فیلم‌ها یا مجموعه‌های تلویزیونی که وی در آن‌ها نقش داشته‌است، می‌توان به به‌دام‌افتاده اشاره نمود.